# 偰哲篤
偰 哲篤（せつ てつとく、? - 1358年）は、モンゴル帝国に仕えたウイグル人の一人。偰文質の子。

## 概要
吏部尚書、江浙行省左丞、江西行省右丞などを歴任した。
子の偰遜が恭愍王の時に高麗に帰化した。慶州偰氏一族は、数名の文科合格者、判三司事、礼曹判書、集賢殿副提学などを輩出しており、高麗時代末期から李氏朝鮮時代初期における名門一族であった。

## 家族
- 父：偰文質
- 子：偰遜
- 孫：偰長寿
- 孫：偰延寿
- 孫：偰福寿
- 孫：偰慶寿
- 孫：偰眉寿
- 曾孫：偰循